# Hellschreiber

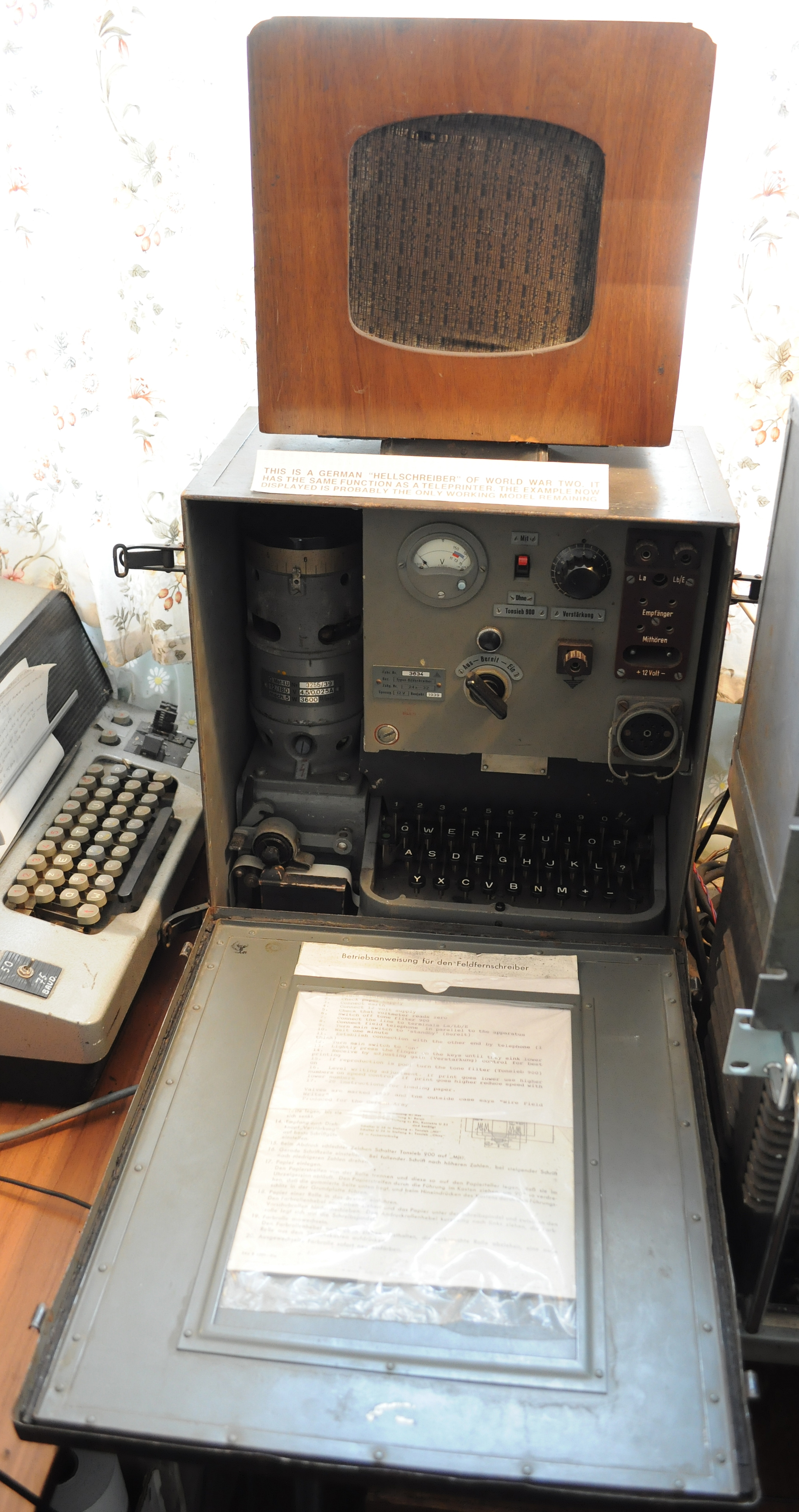
Hellschreiber in Bletchley Park

La Hellschreiber, completo Typenbildfeldfernschreiber, è una telescrivente inventata da Rudolf Hell nella metà degli anni venti, usata nel secolo scorso per ricerca guasti. Il principio di funzionamento venne brevettato nel 1929 con la possibilità di trasmissione via radio o via cavo. È stata utilizzata fino agli anni ottanta come trasmissione radio di notizie in ambito giornalistico e successivamente solo da radioamatori.

## Principio di funzionamento
Negli esemplari più recenti la cifra viene scritta in raster di 7x7 punti. In questo modo si possono scrivere qualsiasi carattere compresi i caratteri asiatici.
Per ogni carattere inviato la macchina contiene una camma, che completa una rivoluzione in un determinato tempo. Quindi vengono determinate rivoluzioni diverse per ogni camma in base all'impulso elettrico.
Sulla macchina ricevente c'è una striscia di carta che mediante un ancoraggio magnetico fa scorrere la banda in avanti per 60 volte al secondo. Per ogni rotazione completa viene stampato un carattere, così si possono creare 8½ cifre in un ciclo. Con notazione informatica odierna la velocità di trasmissione del sistema è 420 bit/s.

## Decodifica e correzione di errori
Il trasmettitore e il ricevente non sono in sincronia, ciò significa che il carattere può essere stampato in obliquo, ma ancora leggibili. La suscettibilità all'errore è stata ridotta, scrivendo due volte il carattere per ogni rivoluzione della camma.
Non poteva esserci nessuna correzione di errori come nei sistemi digitali odierni, solo il ricevente poteva interpretare quanto scritto sulla striscia di carta. Ciò comportava lunghi tempi di interpretazione, che metodi più moderni come la codifica di canale hanno eliminato.

## Suono d'esempio
- Lo slogan Wikipedia in Hell-Betriebsart („Feld-Hell“-Modus)ⓘ

(„Wir sammeln das Wissen der Menschheit - auch Deines...  WIKIPEDIA - Die freie Enzyklopädie“, 0:46 min, 477 kB, OggVorbis)

## Brevetto
Il brevetto della hellschreiber (da Wikimedia Commons):
- brevetto 10 dicembre 1931
- brevetto 24 dicembre 1931